# Ben Palmer
Pour les articles homonymes, voir Palmer.
Ben Palmer est un réalisateur britannique pour le cinéma et la télévision, connu principalement pour Les Boloss (The Inbetweeners Movie) et Man Up.

## Filmographie
- 2002–06 : Bo' Selecta!
- 2009–2010 : Les Boloss : Loser attitude (The Inbetweeners)
- 2011 : Les Boloss (The Inbetweeners Movie)
- 2014 : Man Up
- 2015– : SunTrap
- 2024 : Douglas Is Cancelled